# Fuentesecas
Fuentesecas ist ein nordspanischer Ort und eine Gemeinde (municipio) mit 44 Einwohnern (Stand: 2024) im Osten der Provinz Zamora der Autonomen Gemeinschaft Kastilien-León.

## Lage
Fuentesecas liegt etwa 24 Kilometer ostnordöstlich von Zamora in der kastilischen Hochebene in einer Höhe von etwa 790 m. Das Klima im Winter ist durchaus kalt, im Sommer dagegen warm bis heiß; die spärlichen Regenfälle (ca. 492 mm/Jahr) fallen verteilt übers ganze Jahr.

## Bevölkerungsentwicklung
| Jahr      | 1970 | 1981 | 1991 | 2001 | 2011 | 2021 |
| Einwohner | 209  | 159  | 124  | 104  | 78   | 58   |

Der deutliche Bevölkerungsrückgang in der zweiten Hälfte des 20. Jahrhunderts ist im Wesentlichen auf die Mechanisierung der Landwirtschaft und den damit einhergehenden Verlust von Arbeitsplätzen zurückzuführen.

## Sehenswürdigkeiten

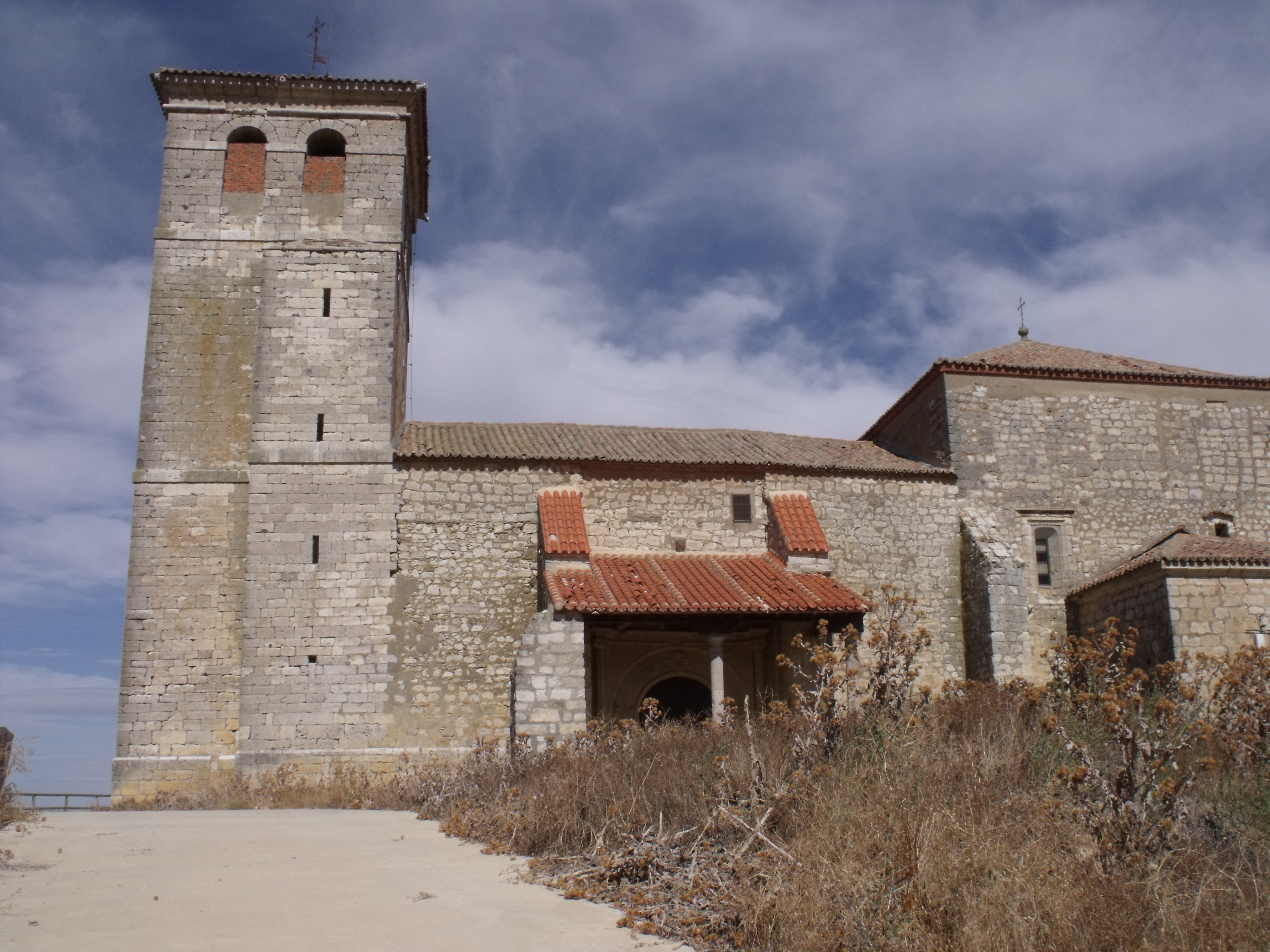
Stephanuskirche
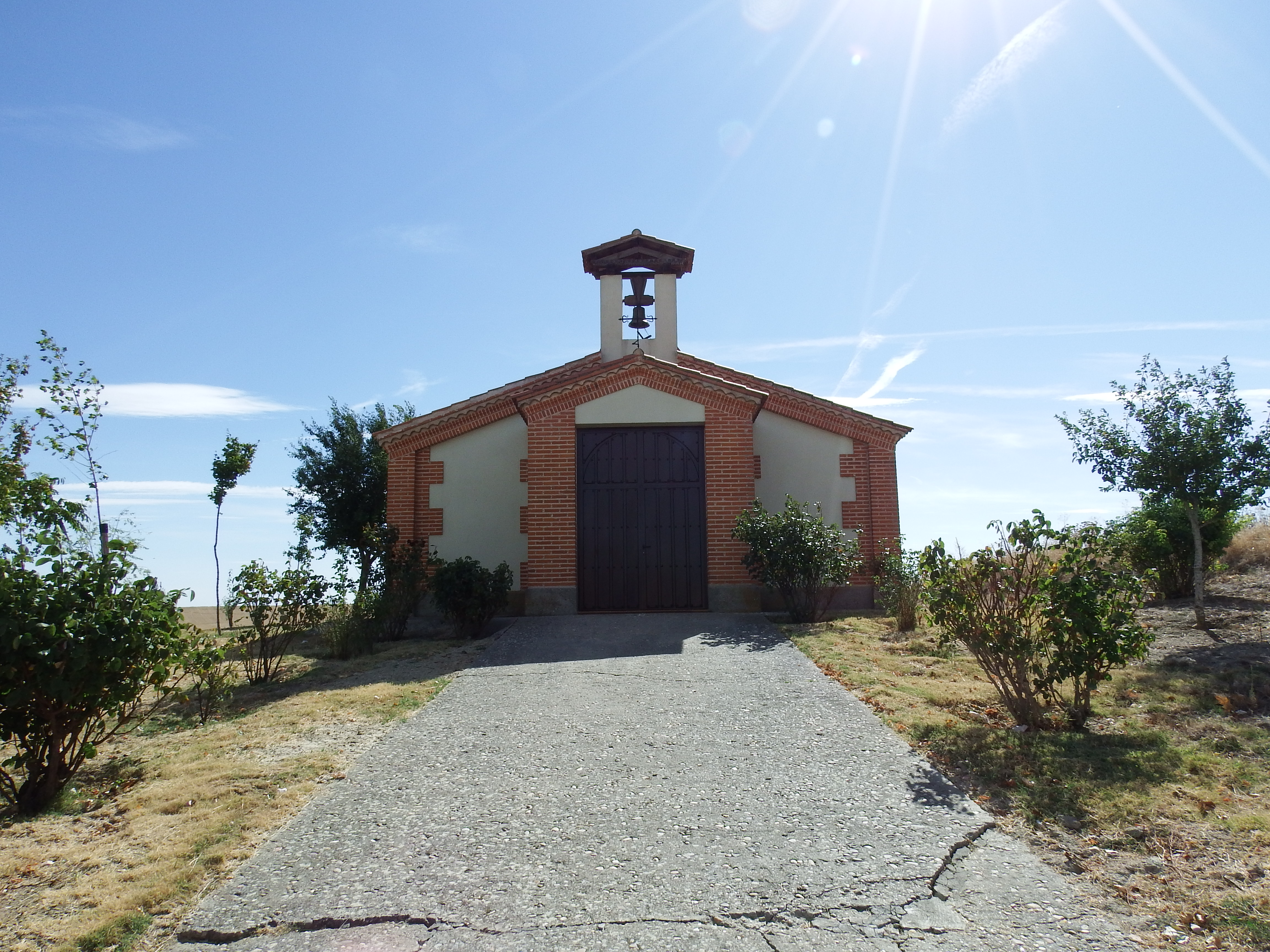
Kreuzkapelle
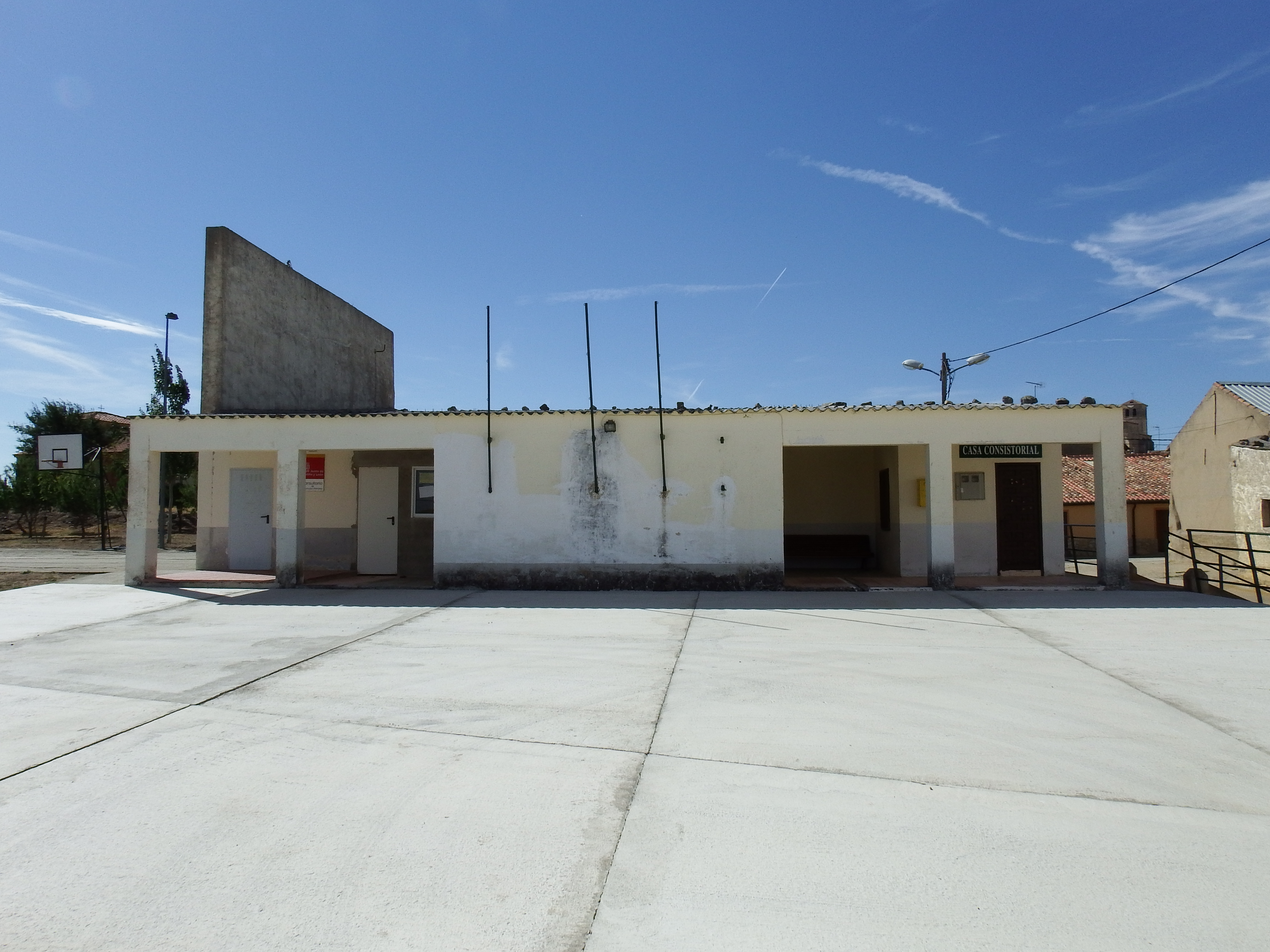
Rathaus

- Ruine der Salvatorkirche

- Stephanuskirche
- Kreuzkapelle
- Rathaus

## Persönlichkeiten
- Pablo Morillo (1775–1837), General